# Cutícula (botánica)
Para la cutícula de otros seres vivos ver Cutícula (desambiguación)

Estructura de una hoja en la que se ve la cutícula.

La cutícula de las plantas terrestres es una capa cerosa externa a la planta que la protege de la desecación a la que es expuesta en la atmósfera terrestre, además de proveer una barrera para la entrada de bacterias y hongos. 

## Origen
Parece haber sido una adaptación fundamental para que las embriofitas colonizaran la superficie terrestre. Todas las partes herbáceas de la planta que están expuestas a la atmósfera están cubiertas por cutícula (las partes leñosas y las subterráneas en cambio están cubiertas por suberina).

## Secciones
La cutícula es una estructura formada por varias capas de lípidos cuyo componente principal es la cutina, asociada con ceras. La cutícula es formada y secretada por las células de la epidermis de la planta.
La cutícula puede subdividirse en:
- una capa externa de ceras
- una gruesa capa media de cutina embebida en ceras (la cutícula propiamente dicha)
- una capa interna formada por cutina y ceras unidas a las sustancias de la pared celular: pectina, celulosa y otros carbohidratos (la "capa cuticular" o "cuticular layer" en inglés).

Las investigaciones recientes sugieren que, además de la cutina, la cutícula puede contener un segundo polímero lipídico, también formado por hidrocarburos de cadena larga, que fue llamada cutan (Jeffree 1996).

## Composición
La cutícula es sintetizada por la epidermis de frutas, hojas, tallos primarios y órganos de las flores. Hay tres componentes principales:
| Componente | Descripción                                                                      | Descripción |
| Cutina     | matriz polimérica; la cual puede ser despolimerizada al romper los enlaces éster |             |
| Cutano     | matriz polimérica; la cual es muy resistente a la despolimerización              |             |
| Ceras      | de tipo intra y epicuticulares                                                   |             |
| ---------- | -------------------------------------------------------------------------------- | ----------- |

El grosor de la cutícula varía con las condiciones ambientales. Las especies de plantas nativas de regiones áridas típicamente tienen cutículas más gruesas que las de regiones más húmedas, pero las plantas de las regiones húmedas usualmente desarrollan una cutícula gruesa si crecen en condiciones de aridez.

## Funciones
La función principal de la cutícula de las plantas es la de barrera de permeabilidad al agua que impide la evaporación del agua de la superficie epidérmica, y también impide que el agua y los solutos externos entren en los tejidos. Además de su función como barrera de permeabilidad para el agua y otras moléculas (evitar la pérdida de agua), la micro y nanoestructura de la cutícula tiene propiedades superficiales especializadas que impiden la contaminación de los tejidos vegetales con agua, suciedad y microorganismos externos. Los órganos aéreos de muchas plantas, como las hojas del loto sagrado (Nelumbo nucifera) tienen propiedades ultrahidrófobas y de autolimpieza que han sido descritas por Barthlott y Neinhuis (1997). El efecto loto tiene aplicaciones en materiales técnicos biomiméticos. 
La cutícula ayuda a proteger a la planta del ataque de hongos y bacterias (aunque no parece ser tan importante en la resistencia de la planta a los patógenos como lo son los metabolitos secundarios de las plantas). Muchos hongos burlan esta protección penetrando directamente la planta por medios mecánicos, otros producen cutinasa, una enzima que hidroliza la cutina y les facilita así la entrada a la planta.
La protección contra la deshidratación proporcionada por una cutícula materna mejora la aptitud de la descendencia en el musgo Funaria hygrometrica  y en los esporofitos de todas las plantas vasculares. En las angiospermas la cutícula tiende a ser más gruesa en la parte superior de la hoja (superficie axial), pero no siempre es más gruesa. Las hojas de las plantas xerofílas adaptadas a climas más secos tienen espesores de cutícula más iguales que las de las plantas mesofíticas de climas más húmedos que no tienen un alto riesgo de deshidratación por el envés de sus hojas.
"La hoja cerosa de la cutícula también funciona como defensa, formando una barrera física que resiste la penetración de partículas de virus, células bacterianas y las esporas y filamentos en crecimiento de los hongos".

### Efecto loto
Una de las funciones evolutivas de la cutícula es lo que se conoce como efecto loto, descrito por Barthlott y Neinhuis en el año 1977, las propiedades hidrofóbicas de la cutícula de muchas plantas, entre ellas el loto sagrado (Nelumbo nucifera), hecho que minimiza la adhesión de las gotas sobre la hoja y hace que éstas se desplacen por la superficie de ésta limpiándola. Este efecto se ha descrito en otras muchas especies vegetales aparte del loto sagrado, como en los géneros Tropaeolum, Opuntia o Alchemilla.

## Evolución
La cutícula de la planta es una de una serie de innovaciones, junto con estomata, xilema y floema y espacios intercelulares en tallo y más tarde hoja tejido mesófilo, que las [[plantas] embriofitas]] evolucionaron hace más de 450 millones de años durante la transición entre la vida en el agua y la vida en la tierra. Juntas, estas características permitieron que los brotes de plantas verticales exploraran entornos aéreos para conservar agua al internalizar las superficies de intercambio de gases, encerrándolas en una membrana impermeable y proporcionando un mecanismo de control de apertura variable, el stoma células de guardia tal, que regulan las tasas de transpiración y el intercambio de CO2.

## Biosíntesis de la cera cuticular
Se sabe que la cera cuticular está compuesta en gran parte por compuestos que derivan de ácidos grasos de cadena muy larga (AGCML), como aldehídos, alcoholes, alcanos, cetonas y Ésteres. También hay otros compuestos en la cera cuticular que no son derivados de los AGCV, como los Terpenoides, los Flavonoides y los Esteroles, y, por tanto, tienen vías de síntesis diferentes a las de los AGCV.
El primer paso de la vía de biosíntesis para la formación de los AGCML cuticulares, ocurre con la biosíntesis de novo de las cadenas de acilo C16 (palmitato) por parte de los cloroplastos en el mesófilo, y concluye con la extensión de estas cadenas en el retículo endoplásmico de las células epidérmicas. Un importante catalizador que se cree que está en este proceso es el complejo de la elongasa de ácidos grasos (FAE).
Para formar los componentes de la cera cuticular, los VLCFAs se modifican a través de dos vías identificadas, una vía de reducción de acil o una vía de descarbonilación. En la vía de reducción de acil, una reductasa convierte los VLCFAs en alcoholes primarios, que luego pueden ser convertidos en ésteres de cera a través de una cera sintasa. En la vía de descarbonilación, se producen aldehídos que se descarbonilan para formar alcanos, y que posteriormente pueden ser oxidados para formar alcoholes secundarios y cetonas. La vía de la biosíntesis de la cera termina con el transporte de los componentes de la cera desde el retículo endoplásmico hasta la superficie epidérmica.

## Galería de imágenes

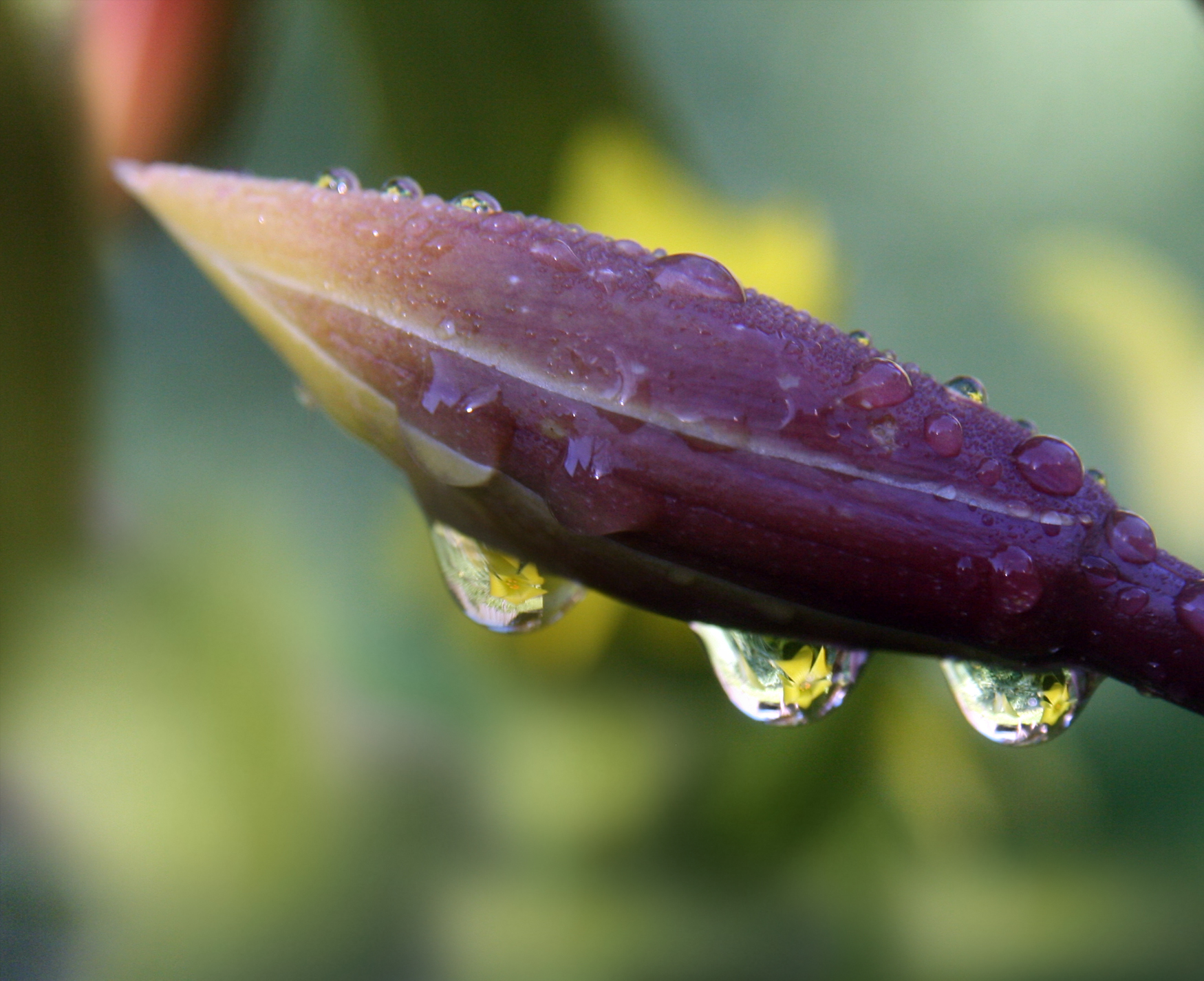
El carácter hidrofóbico de la cutícula del capullo hace que el agua pierda adhesión con la superficie.
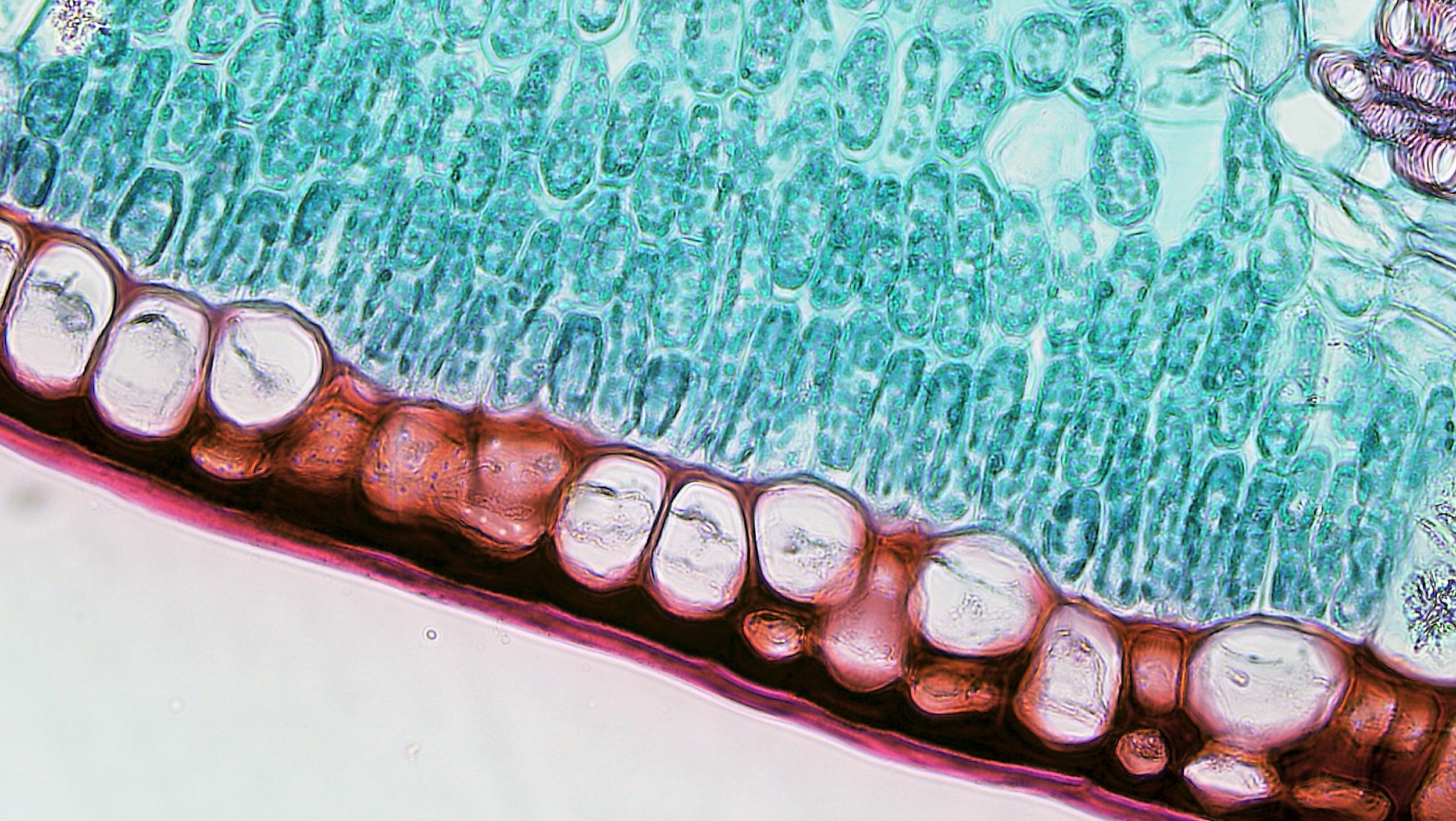
Cutícula recubriendo la epidermis superior en una hoja de un mesófito.
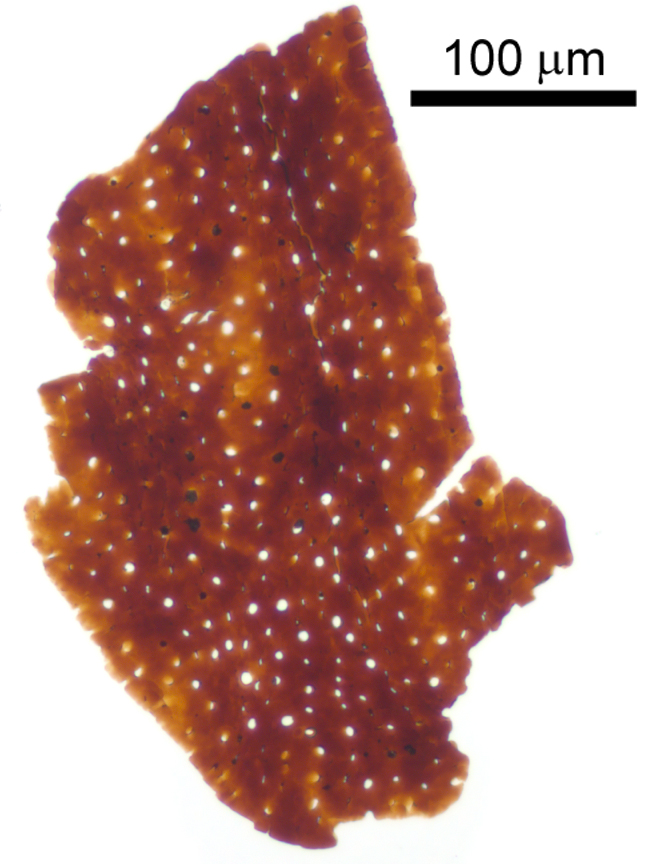
Cutícula del nematofito Chosmochlaina sp.; se pueden ver los estomas que permiten el paso de ciertas moléculas.
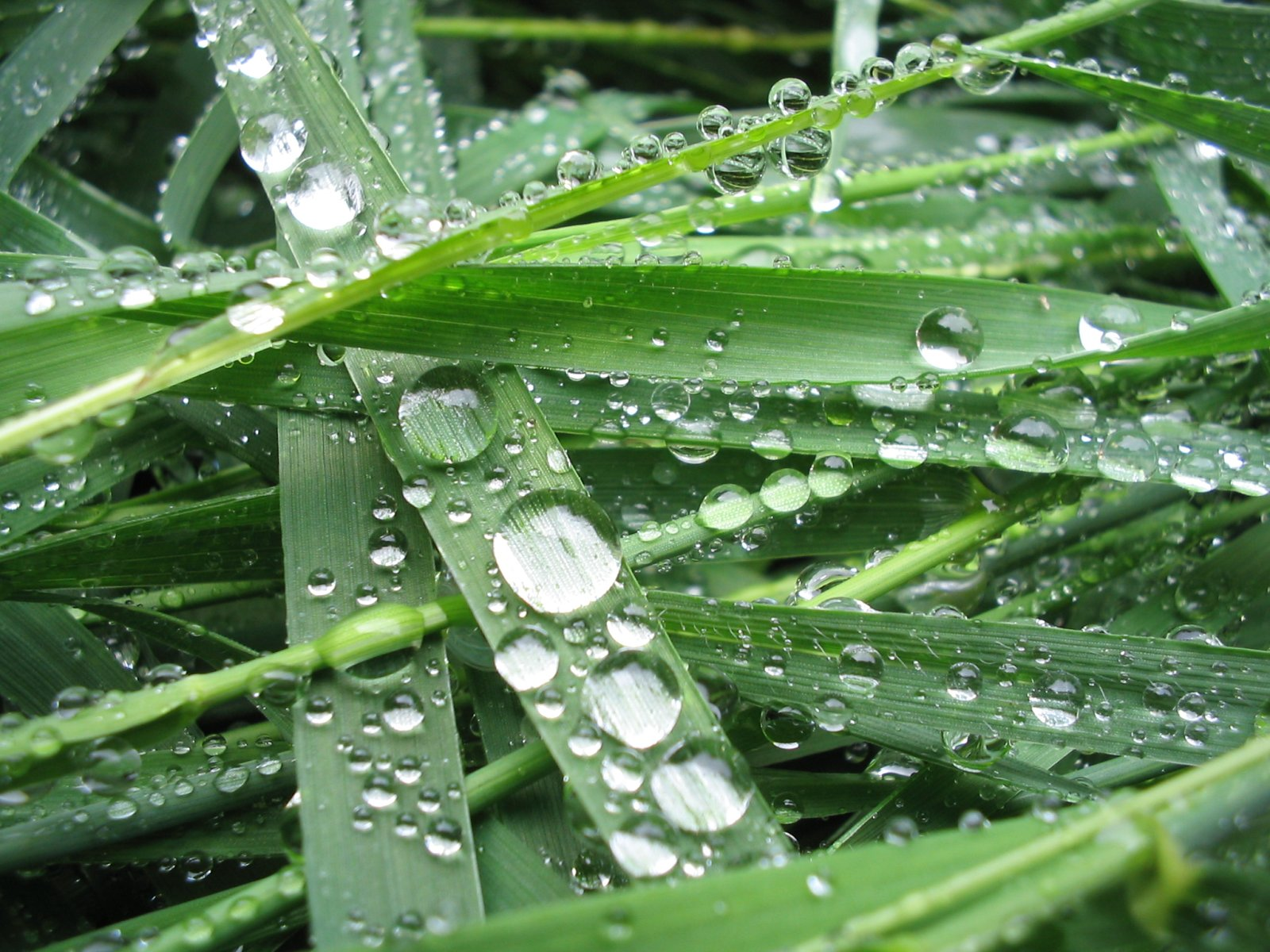
Gotas de agua formadas por el contacto con una cutícula vegetal hidrófoba.
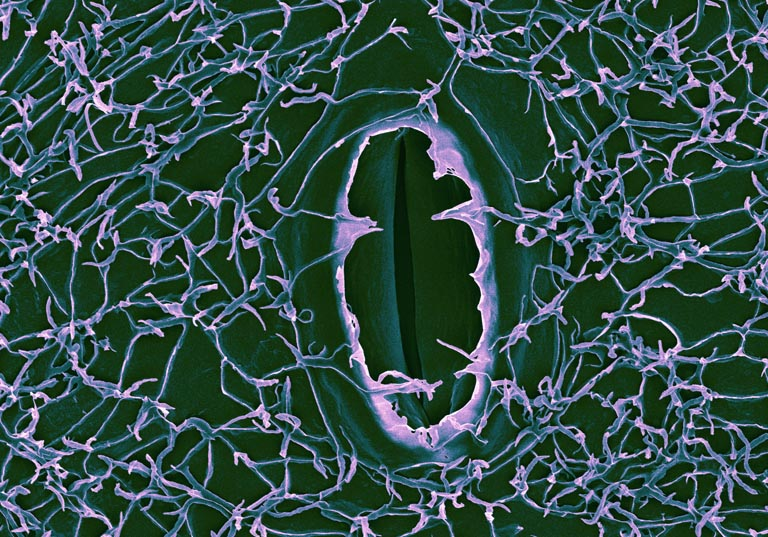
Cristales de cera epicuticular alrededor de la apertura de un estoma.